# Licenca BSD
Licenca BSD je permisivna licenca (oziroma skupina licenc) za programsko opremo, ki vzpostavlja minimalne omejitve glede ponovne distribucije programske opreme, ki jo pokriva. Izvorno je bila licenca uporabljena za Berkeley Software Distribution (BSD), sistem podoben Unixu.